# Till Fellner
Till Fellner (Wenen, 9 maart 1972) is een Oostenrijkse pianist.

## Biografie
Fellner studeerde aan het conservatorium van Wenen bij Helene Sedo-Stadler en vervolgde zijn studies bij Alfred Brendel, Meira Farkas, Claus-Christian Schuster en Oleg Maisenberg. In 1993 behaalde hij zowel de eerste prijs als de speciale ‘Nikita Magaloff’ Prijs op het Clara Haskil Concours in Vevey. In 1998 ontving hij de ‘Mozartinterpretationspreis der Mozart-Gemeinde Wien’. Sindsdien werd Till Fellner uitgenodigd bij talrijke gerenommeerde orkesten en speelde in de grote muziekcentra van Europa, de VS en Japan en op de belangrijkste muziekfestivals als de Schubertiade Schwarzenberg, Wiener Festwochen, Mostly Mozart Festival New York, Tanglewood Festival, La Roque-d'Anthéron, Festival Montreux-Vevey, Klavierfestival Ruhr, Schleswig-Holstein Musik Festival, Mozartwoche Salzburg, Salzburger Festspiele, en het Edinburgh Festival. Hoogtepunten van het seizoen 2018-19 zijn zijn debuut bij drie grote Europese orkesten: Tonhalle Orchester Zürich, London Symphony Orchestra en Symphonieorchester des Bayerischen Rundfunks. Verder geeft hij concerten met het Minnesota Orchestra, Montreal Symphony Orchestra en op het Kulangsu Piano Festival in China. Vorig seizoen trad Fellner onder meer op met het New York Philharmonic Orchestra, Chicago Symphony Orchestra, Mozarteum Orchester Salzburg en Rotterdam Philharmonic Orchestra. Hij speelde onder de baton van Claudio Abbado, Vladimir Asjkenazi, Herbert Blomstedt, Semyon Bychkov, Christoph von Dohnányi, Christoph Eschenbach, Nikolaus Harnoncourt, Manfred Honeck, Sir Charles Mackerras, Kurt Masur, Kent Nagano, Jonathan Nott, Kirill Petrenko, Claudius Traunfellner en Hans Zender. Till Fellner geeft regelmatig liedrecitals met de Britse tenor Mark Padmore en speelt kamermuziek met oa. het Belcea Quartet. De voorbije jaren wijdde Fellner zich aan twee mijlpalen uit het pianorepertoire: Das wohltemperierte Klavier van Bach en de 32 sonates van Beethoven. Hij speelde de volledige Beethovencyclus verspreid van 2008 tot 2010 in New York, Washington, Tokio, Londen, Parijs en Wenen. Ook hedendaagse muziek behoort tot zijn repertoire. Hij speelde de wereldcreatie van werken van Kit Armstrong, Harrison Birtwistle, Thomas Larcher, Alexander Stankovski en Hans Zender. Till Fellner maakt exclusief opnamen voor het label ECM, waar hij het Eerste Boek van het ‘Wohltemperierte Klavier’ en de 2- en 3-stemmige Inventies van Bach uitbracht, Beethovens Pianoconcerti nrs 4 & 5 met het Montreal Symphony Orchestra olv. Kent Nagano en een cd met kamermuziek van Harrison Birtwistle. In 2016 verscheen bij Alpha Classics de opname van het Pianokwintet van Brahms met het Belcea Quartet, die werd bekroond met een Diapason d’Or. Sinds 2013 geeft Till Fellner les aan de Hochschule der Künste in Zürich.

## Geselecteerde discografie
- Schubert : 4 Impromptus, D 935, Op. posth. 142; Arnold Schoenberg : Suite, Op. 25; Beethoven : Sonate nr. 23 in F minor, Op. 57 'Appassionata' . EMI Austria, 567 7 54497 2 (1992)
- Mozart : Pianoconcert nr. 22 in Es majeur, K 482 ( Orchestre de Chambre de Lausanne / Uri Segal ); Mozart: Rondo in A minor, K 511 ; Beethoven: Sonate No. 5 in C minor, Op. 10 nr. 1 . Claves, CD 50-9328 (1994)
- Beethoven: Pianoconcert nr. 2 in Bes majeur, Op. 19 ; Beethoven: Pianoconcert nr. 3 in C mineur, Op. 37 ( De Academie van St. Martin in the Fields / Sir Neville Marriner ). Erato, 4509-98539-2 (1995)
- Schumann : Kreisleriana, Op. 16; Julius Reubke : Sonate in Beslag klein . Erato, 0630-12710-2 (1996)
- Schubert: Sonata in A minor, D 784, Op. posth. 143; Schubert: 6 Moments musicaux, D 780, Op. 94; Schubert: 12 Grazer Walzer, D 924, Op. 91. Erato, 0630-17869-2 (1997)
- Mozart: Pianoconcert nr. 19 in F majeur, K 459 ; Mozart: Pianoconcert nr. 25 in C groot, K 503 ( Camerata Academica Salzburg / Alexander Janiczek). Erato, 3984-23299-2 (1998)
- Beethoven: The Complete Works for Cello and Piano ( Heinrich Schiff, cello ). Philips, 462 601-2 (2000)
- JS Bach : The Well-Tempered Clavier, Book I, BWV 846-869. ECM New Series, 1853/54 (2004)[2]
- JS Bach : Inventions & Sinfonias, French Suite No. V, ECM New Series, 2043 (2009)[3]
- Beethoven : Pianoconcert nr. 4 in G groot, Op. 58; Pianoconcert nr. 5 in Es majeur, Op. 73 (Orchestre symphonique de Montréal / Kent Nagano). ECM Nieuwe serie 2114
- Thomas Larcher : Böse Zellen voor piano en orkest (2006, rev. 2007) I.-IV .; Still voor altviool en kamerorkest (2002, rev. 2004) Madhares (String Quartet no. 3) (2006/7) ( Münchener Kammerorchester / Kim Kashkashian / Dennis Russell Davies ) ECM New Series 2111